# Salvatore Gotta

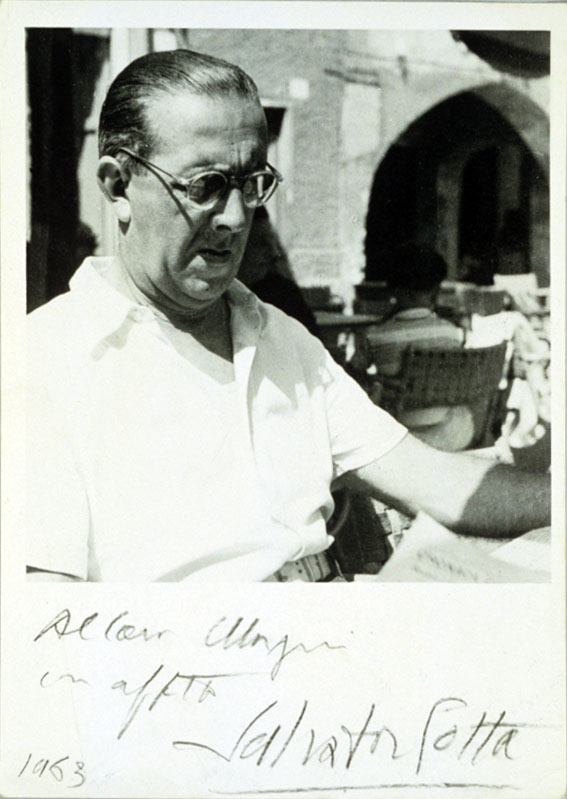
Salvator Gotta im 1953

Salvatore Gotta, auch Salvator Gotta, (* 18. Mai 1887 in Montalto Dora; † 7. Juni 1980 in Rapallo) war ein italienischer Schriftsteller und Drehbuchautor.

## Leben
Gotta stammte aus einer wohlhabenden Familie aus dem Piemont und wuchs in Ivrea auf. Sein Vater war Richter am dortigen Gericht.
Während seines Studiums an der Universität Turin lernte er mehrere Intellektuelle kennen, die den literarischen Kreis von Arturo Graf besuchten. Neben Guido Gozzano, mit dem er zusammen an der Universität studierte, gehörten noch Giuseppe Giacosa und Francesco Pastonchi zu seinem Freundeskreis. Mit Pastonchi sollte er später einige Zeit zusammenarbeiten.
Nach seiner Laurea in Rechtswissenschaften und Lettere, nahm er eine Tätigkeit in einer Rechtsanwaltskanzlei in Ivrea auf. Zugleich begann er als Schriftsteller für verschiedene Zeitschriften zu arbeiten. Bereits als Student hatte er 1909 eine Sammlung von Novellen im Verlag Baldini & Castoldi veröffentlicht. Mit dem Mailänder Verlagshaus sollte er bis 1945 zusammenarbeiten.
Gotta firmierte seine Arbeiten bald mit dem verkürzten Vornamen Salvator Gotta. 1913 heiratete er Adelina Cagliero. Drei Jahre später wurde sein Sohn Massimo geboren. Aus der Ehe gingen keine weiteren Kinder vor. Nach dem italienischen Kriegseintritt in den Ersten Weltkrieg im Mai 1915, meldete er sich als Freiwilliger beim Roten Kreuz. Im Frühjahr 1917 trat er als Sottotenente in die italienische Armee ein. Salvatore Grotta brachte es bis zum Leutnant der Artillerie und wurde mit einer Tapferkeitsmedaille in Silber ausgezeichnet.
1917 erzielte er mit dem Roman Il figlio inquieto seine ersten größeren Publikumserfolg. Der Roman enthält bereits Elemente, die auch seine späteren Arbeiten kennzeichnen, und sich an die Arbeiten von Antonio Fogazzaro und Paul Bourget anlehnen. Nostalgisch lässt er darin die sich in Auflösung befindliche Gesellschaftsform des 19. Jahrhunderts wiederaufleben. In dem Roman taucht mit Claudio Vela bereits eine Figur auf, der später im Roman La Saga dei Vela eine Rolle spielen sollte. Sein 1919 veröffentlichtes Werk La nuova ricchezza, das sich mit den sozialen Problemen in der Nachkriegszeit auseinandersetzte fand ebenso keine Resonanz, wie das 1923 erschienene Liebesdrama Lontananze.
Ab 1920 widmete er sich ausschließlich dem Schreiben. Während des Faschismus erlangte er größere Bekanntheit. Er trat der Faschistischen Partei bei, nahm am Marsch auf Rom teil und arbeitete ab 1925 an der Ausarbeitung eines neuen Urheberrechts mit. Gotta verfasste auch den bis 1943 genutzten Text der faschistischen Hymne Giovinezza, die ab 1925 bei offiziellen Anlässen im Anschluss an die Marcia Reale abgespielt wurde.
1926 veröffentlichte mit Il piccolo Alpino (Der kleine Alpino) sein erstes Kinderbuch, das auf seinen Erfahrungen aus dem Ersten Weltkrieg basiert. Darin greift er vom Faschismus hofierte nationalistische Töne auf. Das Buch entwickelte sich zum Bestseller und wurde 1940 unter der Regie von Oreste Biancoli verfilmt. Dieser auch noch in der Nachkriegszeit sehr erfolgreiche Roman diente auch als Vorlage für die 1986 entstandene Miniserie Mino – Ein Junge zwischen den Fronten. Die zwischen 1935 und 1938 erschienenen Kinderbücher L’altra guerra del piccolo alpino und Il piccolo legionario in Africa Orientale sind geradezu durchtränkt von der faschistischen Ideologie und verherrlichen die Gewaltbereitschaft der faschistischen Schwarzhemden.
In den 1930er Jahren feierte er als Autor seine größten Erfolge. 1936 schrieb er mit der Komödie La damigella di Bard auch sein bekanntestes Theaterstück. Das Stück wurde noch im gleichen Jahr von Mario Mattòli verfilmt. Die weibliche Hauptrolle spielte Emma Gramatica. Das Kino trug wesentlich zu seinem Erfolg bei. Dabei war er auch als Drehbuchautor einiger erfolgreicher Filme tätig. Zahlreiche seiner Romane wurden verfilmt. So 1934 sein Roman „Eine Diva für alle“ unter der Regie von Max Ophüls und mit Isa Miranda und Memo Benassi in den Hauptrollen, der auf den Internationalen Filmfestspielen von Venedig erfolgreich vorgestellt wurde.
Nach dem Fall Mussolinis 1943, Gotta war im gleichen Jahr aus Angst vor den alliierten Bombenangriffen mit seiner Familie von Mailand nach Portofino gezogen, versagte er der von den Deutschen gestützten faschistischen Marionettenregierung in Salò die Unterstützung. Er wurde deswegen als Verräter gebrandmarkt und seine Bücher wurden aus dem Verkehr gezogen. Zu dieser Zeit arbeitete er bereits an Romanzyklen, die sich mit dem Risorgimento befassten. Zur Zeit der italienischen Unabhängigkeitsbewegung spielt auch der 1954 erschienene Familienroman La Saga dei Vela.
1959 verfasste Salvatore Gotta seine Autobiographie L’almanacco di Gotta (Gottas Almanach). Ab den 1960er Jahren galt sein Stil als antiquiert und seine Bedeutung als Schriftsteller nahm kontinuierlich ab. Sein letztes Werk, das er 1975 veröffentlichte, war Tre maestri: Fogazzaro, Giacosa, Gozzano. Er verstarb am 7. Juni 1980 in Rapallo.